# Сильные мира сего (фильм, 1958)
«Сильные мира сего» (фр. Les Grandes Familles) — французский художественный фильм, снятый в 1958 году режиссёром Дени де Ла Пательером по одноимённому роману Мориса Дрюона, получившему Гонкуровскую премию в 1948 году. Фильм также известен под названием «Великие семьи».

## Сюжет
Сколотившие состояние на производстве сахара и распространившие свои интересы в сферу финансов и на издательскую деятельность, Шудлеры являются одной из самых богатых и влиятельных бизнес-семей Франции. Теперешний глава этого могущественного клана барон Ноэль Шудлер, сын трудолюбивого крестьянина, посредством брака вошедший в аристократическую семью Монри, управляет своими делами с непоколебимой безжалостностью, что касается как его личной жизни, так и бизнеса.
Его единственный сын Франсуа, специалист-политехник, имеет несколько другое видение делового мира. Воспользовавшись отсутствием отца, он приступает к реализации своих амбиций, обновляя тон и презентацию газеты, которой владеет семья. По возвращении патриарха между ними происходит бурное объяснение, во время которого Франсуа упрекает Ноэля за устаревшие методы и отношение к нему как к ребёнку. Шудлер решает преподать урок сыну при участии Симона Лашёма, его доверенного человека и старшего помощника, и предоставляет в полное распоряжение Франсуа семейную сахарную компанию «Соншелл». Франсуа производит в предприятии материальные преобразования и социальные улучшения, но когда по своей неопытности он оказывается на грани банкротства и обращается к отцу за деньгами, тот находит в этом проявление слабости и уклоняется от помощи. В отчаянии Франсуа просит о финансировании двоюродного брата отца, Люсьена Моблана, или «Люлю», богатого бездельника, которого Шудлер считает позором для семьи. Семейное соперничество заставляет Люсьена дать Франсуа ложное обещание, а затем, в последний момент, отказать в надежде подорвать мощь Шудлеров и Ноэля. Расстроенный и потерявший в себя веру, Франсуа совершает самоубийство, оставив 3-летнего ребёнка, Жана-Ноэля. В шоке от смерти сына, Шудлер внезапно обретает контакт с реальностью и сознаёт суетность своего существования. Но ради внука и в отместку кузену он решает действовать: скупает по дешёвке все акции сахарной компании, спасая свой бизнес и разоряя Моблана. Будущее теперь за его внуком, Жан-Ноэлем.

## История создания
«Сильные мира сего» — шестой художественный фильм режиссера Дени де Ла Пательера и один из его самых значительных хитов. Фильм пользовался большим успехом (3 734 012 зрителей в кинотеатрах Франции) при выходе в ноябре 1958 года и во время его многочисленных повторов.
Поводом этого проекта явилось желание продюсера Жан-Поля Гибера (фр. Jean-Paul Guibert), найти новый сюжет для обновления тандема мужа его сестры Одьяра и Габена, который уже находился на вершине кассовых сборов с 1955 года с Gas-oil (Газолин / Бензоколонка), Le rouge est mis (Включён красный свет) и Maigret tend un piège (Мегре расставляет силки). Тогда выбор Гибера пал на бестселлер Мориса Дрюона Les grandes familles («Сильные мира сего»), написанный несколькими годами ранее и принёсший его автору знаменитую Гонкуровскую премию в 1948 году.
Однако автор романа имел очень чёткое представление об адаптации, которая должна быть сделана из его масштабной фрески о французской буржуазии межвоенного периода, … начиная с абсолютной необходимости сохранить все повороты событий, которые он придумал. Однако снимать сериал не входило в планы производителей фильма. После долгих переговоров продюсер убедил уважаемого романиста признать, что необходимо адаптировать только один эпизод его книги, а именно: самый драматический отрывок — самоубийство сына Шудлера.
Авторы сценария переместили действие, которое происходило в романе между Первой и Второй мировыми войнами, в 1950-е годы и исключили из него многие персонажи, при том что основное содержание и дух романа были неукоснительно сохранены.

## Съёмочная группа
- Режиссёр : Дени де Ла Пательер, асс. Пьер Гранье-Дефевр
- Сценарий : Дени де Ла Пательер, Мишель Одьяр по роману Мориса Дрюона Les Grandes Familles (Éditions Julliard, 1948), Гонкуровская премия 1948
- Диалоги : Мишель Одьяр
- Продюсер : Жан-Поль Гибер (фр. Jean-Paul Guibert)
- Художник-постановщик.: Рене Рену (фр. René Renoux), асс. Пьер Тибержен (фр. Pierre Tybergein),
- Оператор-постановщик : Луи Паж (фр. Louis Page)
- Композитор: Морис Тирье (фр. Maurice Thiriet)

## В ролях
- Жан Габен : Ноэль Шудлер
- Жан Десайи : Франсуа Шудлер, сын
- Пьер Брассёр : Люсьен Моблан, праздный кузен
- Бернар Блие : Симон Лашём, секретарь Ноэля
- Франсуаз Кристоф (фр. Françoise Christophe) : Эрнест, друг Анри
- Анни Дюко (фр. Annie Ducaux) : Адель Шудлер, жена Ноэля
- Луи Сенье : Рауль Леруа
- Jean Wall : Пьер Леруа
- Жюльен Берто (фр. Julien Bertheau) : отец Легандьё
- Жак Монод (фр. Jacques Monod) : м. Руссо, министр финансов
- Даниэль Лекуртуа (фр. Daniel Lecourtois) : Кане
- Жан Озенн (фр. Jean Ozenne) : профессор Эмиль Лартуа
- Жан Мюрат (фр. Jean Murat) : генерал Робер де Ла Монри
- Надин Талье : Сильвен Дюаль, подруга Моблана
- Эме Кларьон (фр. Aimé Clariond) : Жерар, маркиз де Ла Монри и посол Франции
- Франсуаз Дельбар (фр. Françoise Delbart) : Изабель де Ла Монри
- Патрик Миллоу (фр. Patrick Millow) : Жан-Ноэль Шудлер, внук
- Эмманюэль Рива : секретарь Ноэля (в титрах отсутствует)
- Жан Ланье (фр. Jean Lanier) : Вуазар, биржевой маклер Люсьена
- Пьер Лепру (фр. Pierre Leproux) : импресарио Сильвен
- Pascal Mazzotti : шофёр Ноэля (в титрах отсутствует)
- Мишель Надаль (фр. Michèle Nadal) : сценографистка газеты
- Доминик Розан (фр. Dominique Rozan) : брокер на фондовой бирже
- Жеймон Виталь (фр. Geymond Vital) : слуга Шудлера
- Марсель Бернье (фр. Marcel Bernier) : человек на фондовой бирже
- Марк Арьян (фр. Marc Arian) : слуга Шудлера
- Роже Лекюйе (фр. Roger Lecuyer) : человек на фондовой бирже

### Ресурсы
- «Les grandes familles» (англ.) на сайте Internet Movie Database (по состоянию на 10.03.2018)

### Рецензия
- James Travers Les Grandes familles (1958) (англ.)

### Медиафайл
- Фильм Les Grandes Familles в архиве Интернета (полностью, на французском языке)